# Тоутоваї-світлоок зеленоспинний
Тоутоваї-світлоок зеленоспинний (Pachycephalopsis hattamensis) — вид горобцеподібних птахів родини тоутоваєвих (Petroicidae). Ендемік Нової Гвінеї.

## Поширення і екологія
Зеленоспинний тоутоваї-світлоок є ендеміком Нової Гвінеї. Цей птах живе в рівнинних і гірських тропічних лісах.

## Підвиди
Виділяють чотири підвиди зеленоспинного тоутоваї-світлоока:
- P. h. hattamensis (A. B. Meyer, 1874) (Північно-західна і західна частина острова);
- P. h. ernesti Hartert, 1930 (Західна частина острова);
- P. h. insularis Diamond, 1985 (острів Япен, поблизу північно-західного узбережжя Нової Гвінеї);
- P. h. lecroyae Boles, 1989 (центрально-східна і південна частина острова).